# Jean Anthelme Brillat-Savarin

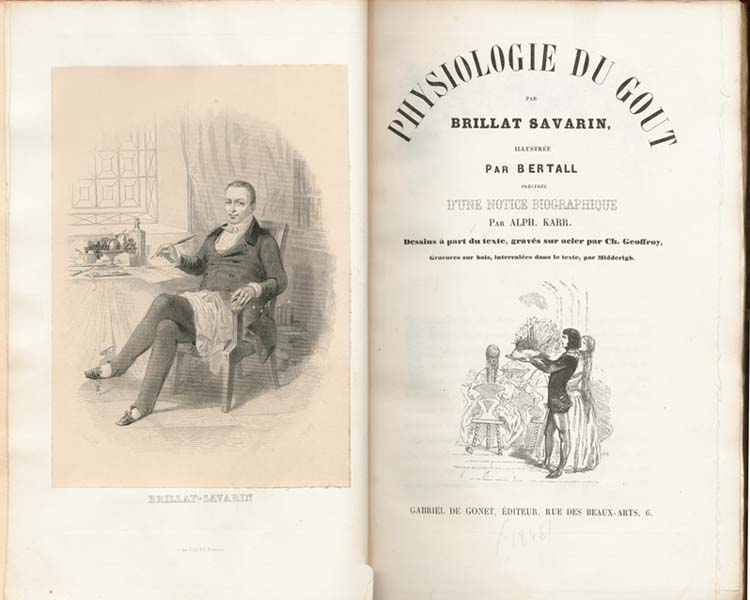
Jean Anthelme Brillat-Savarin

Jean Anthelme Brillat-Savarin (1 de abril de 1755, Belley, França - 2 de fevereiro de 1826, Paris), era um advogado, político e cozinheiro francês. Foi um dos mais famosos epicuristas e gastrónomos franceses de todos os tempos.

## Vida
Nasceu na cidade de Belley, Ain, e dedicou-se nos primeiros anos da sua vida ao estudo do direito, química e medicina, em Dijon, tendo chegado a praticar advocacia na sua cidade natal. Em 1789, aquando do rebentar da Revolução Francesa, foi nomeado deputado da Assembleia Nacional Constituinte, onde adquiriu alguma fama, particularmente devido à sua defesa pública da pena capital. Adoptaria o apelido “Savarin” após a morte de uma tia sua, que lhe deixara toda a sua fortuna sob a condição que adoptasse o seu último nome.
Numa fase posterior da Revolução, a sua cabeça ficou a prémio, e Brillat-Savarin procurou asilo político na Suíça. Mais tarde, mudou-se para a Holanda, e depois para os Estados Unidos, onde permaneceu durante três anos, dando aulas de francês e de violino.
Regressou a França em 1797 e obteve a magistratura, exercendo até ao fim da sua vida como juiz do Supremo Tribunal. Publicou várias obras de direito e economia, mas a sua obra mais conhecida foi mesmo Fisiologia do Gosto (Physiologie du Goût no original), lançada em Dezembro de 1825, dois meses antes da sua morte.
Considerado por muitos como “o pai da dieta baixa em carboidratos”, Brillat-Savarin é o autor de frases famosas como “Diz-me o que comes, dir-te-ei quem és” e “a descoberta de uma nova receita faz mais pela felicidade do género humano do que a descoberta de uma estrela”.

## Gastronomia
Mais do que uma técnica, Brillat Savarin vê na Gastronomia uma ciência potencial, um conhecimento racional, uma reflexão filosófica (diríamos hoje antropológica, psicológica ou sociológica) sobre a nutrição humana. O século XVIII e o início do século XIX são considerados por Brillat Savarin um período extremamente rico para o desenvolvimento desse conhecimento racional.

## Citações
- 'Quem recebe amigos e não participa do preparo da refeição não merece ter amigos.'
- "Uma sobremesa sem queijo é uma beleza com apenas um olho."
- "A descoberta de um novo prato traz mais felicidade à humanidade do que a descoberta de uma nova estrela."
- "Diga-me o que você come: eu direi o que você é."
- "Um homem que gostava de vinho recebeu algumas uvas na sobremesa depois do jantar. 'Muito obrigado', disse ele, empurrando o prato para o lado, 'não estou acostumado a tomar meu vinho em comprimidos'."
- "Receber hóspedes é cuidar da felicidade deles durante todo o tempo em que estiverem sob seu teto."
- "Cozinhar é uma das artes mais antigas e que nos prestou o serviço mais importante na vida cívica."
- "A qualificação mais indispensável de um cozinheiro é a pontualidade: deve ser também a do hóspede."
- "O prazer da mesa pertence a todas as idades, a todas as condições, a todos os países e a todas as áreas; ele se mistura com todos os outros prazeres e permanece, por fim, para nos consolar de sua partida."[2]

## Obras
- Fisiologia do Gosto (1825)[3]